# Sierra de los Pinos (ås)
Sierra de los Pinos är en ås i Spanien.   Den ligger i provinsen Provincia de Almería och regionen Andalusien, i den sydöstra delen av landet, 400 km söder om huvudstaden Madrid.